# Bob Bray
Rutledge Robert Bray, detto Bob (Los Angeles, 27 settembre 1919 – Long Beach, 26 agosto 2006), è stato un pallanuotista statunitense, che ha partecipato ai Giochi Londra 1948.
Nel 1980, è stato inserito nella USA Water Polo Hall of Fame.